# Seizō Fukumoto
Seizō Fukumoto 福本 清三?, Fukumoto Seizō, pseudonimo di Seizō Hashimoto (橋下 清三?, Hashimoto Seizō; Kasumi, 3 febbraio 1943 – Kyoto, 1º gennaio 2021), è stato un attore giapponese.
Nacque a Kasumi, distretto di Kinosaki, Prefettura di Hyōgo. Lavorò col Toei Kyōto Satsuei-jo.
Poiché interpretò per più di 50 anni ruoli di kirareyaku in jidaigeki e ambientazioni contemporanee fu soprannominato "L'uomo che è stato ammazzato 50 000 volte". Un altro soprannome era "Fuku-chan" (福ちゃん).

## Biografia
Quinto di sei fratelli, terminata la scuola media gli fu affidata la gestione di un negozio di cereali di un suo parente, ma dato che si vergognava a salutare con la frase Maido, ooki ni (traducibile come una sorta di sottomissione) nel 1959 aiutò uno zio nella gestione di un'agenzia immobiliare, in seguito entrò a far parte del Toei Kyōtō Satsuei-jo, per il quale ricoprì ruoli da caratterista.
Verso i trent'anni si specializzò nel ruolo di kirareyaku ed apparve in quasi tutti i jidaigeki prodotti dal Toei Kyōtō Satsuei-jo e società affiliate. Siccome lavorava in tale società  a Kyōto appariva raramente in film e telefilm prodotti dal Toei Tōkyō Satsuei-jo. Interpretò molti film d'azione e sulla Yakuza. Nel film Lotta senza codice d'onore: resa dei conti a Hiroshima il regista Kinji Fukasaku voleva fargli mettere un elastico addosso nella scena in cui saltava in piedi da una posizione seduta e moriva nel momento in cui veniva colpito, ma il maestro d'armi lo fermò dicendo "Non ne ha bisogno perché è come una molla" e ci riusciva solo con le sue forze.
Interpretò con una certa regolarità Kitano, uno degli Ura-Yagyu, nel jidaigeki del 1978 I samurai dello Shogun. Nel film del 1982 recitò nel ruolo di Kokubo, uno dei cinque Makai, nel film Ninja wars di Haruki Kadokawa. Nello stesso periodo si esibiva spesso con i membri del Japan Action Club di Sonny Chiba e si guadagnò la stima di Hiroyuki Sanada ed Etsuko Shihomi.
Ricevette molte offerte anche da produzioni esterne alla Toei: apparve in Dōshin Akatsuki Rannosuke, con Ryotaro Sugi, e in Ōedo Sōsamō, con Hiroki Matsukata. In Dōshin Akatsuki Rannosuke Sugi riservò una parte espressamente per Fukumoto e questa fu il suo primo ruolo importante, come lui stesso riportò nella sua autobiografia.
Nel 2002, poco prima di ritirarsi dallo spettacolo, recitò nel film hollywoodiano L'ultimo samurai nel ruolo di "Bob, il samurai taciturno", che non rispose mai alle parole di Nathan Algren (interpretato da Tom Cruise), ma poi morì per salvargli la vita nella scena della battaglia finale.
Lasciò la Toei nel 2003, in seguito continuò a lavorare su commissione ampliando ulteriormente la sua gamma di attività. Nel 2006 ricevette un'offerta per apparire in Kōmyō ga tsuji, in cui mostrò nuovamente la sua abilità come kirareyaku.
Nel 2010 recitò il ruolo del cattivo nella puntata Kaze no Saheiji del tokusatsu Kamen Rider W. Nel successivo film del 2011 per il quarantesimo anniversario di Kamen Rider Oze Den-O All Rider Let's Go Kamen Rider interpretò il Generale Black, uno dei più importanti membri della Shocker, su precisa richiesta del regista Osamu Kaneda.
Nel film Uzumasa Limelight (2014) recitò per la prima volta nel ruolo di "un kirareyaku veterano" e vinse il premio come miglior attore protagonista al diciottesimo Fantasia International Film Festival. Divenne anche l'attore più anziano ad aver vinto tale riconoscimento.
Morì nella sua casa di Kyōto il 1 gennaio 2021 all'età di 77 anni a causa di un carcinoma polmonare.

## Filmografia

### Cinema
- Ninpo-chushingura, regia di Yasuto Hasegawa (1965)

- Kairyû daikessen, regia di Tetsuya Yamanouchi (1966)
- Bôken daikatsugeki: Ôgon no touzoku, regia di Tadashi Sawashima (1966)
- Kiba Ôkaminosuke: jigoku giri, regia di Hideo Gosha (1967)
- Kyôdai jingi: Kantô inochi shirazu, regia di Kôsaku Yamashita (1967)
- Quelle cinque dure pellacce (Gonin no Shôkin Kasegi), regia di Eiichi Kudô (1969)
- Sukeban, regia di Norifumi Suzuki (1973)
- Lotta senza codice d'onore (Jingi naki tatakai), regia di Kinji Fukasaku (1973)
- Lotta senza codice d'onore: resa dei conti a Hiroshima (1973)
- Lotta senza codice d'onore: guerra per delega (1973)
- Lotta senza codice d'onore: tattiche da polizia (1974)
- Lotta senza codice d'onore: la fine (1974)
- Cross the Rubicon! (1975)
- New Battles Without Honor and Humanity: The Boss's Head (1975)
- New Battles Without Honor and Humanity: The Boss's Last Days (1976)
- The Fall of Ako Castle (1978)
- Nihon no Fixer (1979)
- Sanada Yukimura no Bōryaku (1979)
- Roaring Fire (1982)
- Ninja Wars (1982)
- Shogun's Shadow (1989)
- New Battles Without Honor and Humanity (2000)
- L'ultimo samurai (2003)
- Chō Ninja Tai Inazuma! (2006)
- Engine Sentai Go-onger: Boom Boom! Bang Bang! GekijōBang!! (2008)
- OOO, Den-O, All Riders: Let's Go Kamen Riders (2011)
- Uzumasa Limelight (2014)
- 108: Revenge and Adventure of Goro Kaiba (2019)
- Blackfox: Age of the Ninja (2019)

### Telefilm
- Mito Kōmon (varie edizioni)
- I samurai dello Shogun (Yagyū Ichizoku no Inbō) (1978)
- Juuken Sentai Gekiranger
- Seibu Keisatsu

## Riconoscimenti
- Premio Speciale della ventisettesima edizione dell'Awards of the Japanese Academy
- Premio Speciale per i film giapponesi della sesta edizione dell'Osaka Cinema festival
- Premio speciale alla ventunesima edizione del Tokyo Sports Film Award
- Premio speciale alla sessantottesima edizione del Mainichi Movie Concours
- Miglior attore protagonista alla diciottesima edizione del Fantasia International Film Festival
- Premio speciale Yujiro Ishihara alla ventisettesima edizione del Nikkan Sports Film Award
- Premio per la cultura e le arti di Kyoto